# Strijkkwartet nr. 16 (Holmboe)
De Deense componist Vagn Holmboe voltooide zijn Strijkkwartet nr. 16 in 1981. Het is een van de meer dan twintig strijkkwartetten die Holmboe zou schrijven.
Het Strijkkwartet nr. 16 was het laatste kwartet dat hij zou schrijven in de klassieke vierdelige opzet. Deel 1 (Allegro non troppo) begint met een dalend motief, dat in diverse variaties of metamorfoses zoals de componist het zelf benoemde terugkomt. De terugkomst van het motief betekent ook dat er iets nieuws op stapel staat, zoals het begin van een nieuw motief een tremoloreeks, die ook steeds terugkomt. In het tweede deel 2 (Molto vivace) werden overeenkomsten gevonden met de scherzo's uit de strijkkwartetten van Béla Bartók. Deel 3 (Adagio) staat hoewel in langzaam tempo vol met ritmische variaties. Ook de dynamiek valt op; middelsterk beginnend uitmondend in fortissimo sterft het deel vervolgens langzaam weg. Deel 4 (Presto) is eveneens sterk ritmisch van opzet maar dan in snel tempo.
Het werk werd op 28 april 1982 voor het eerst uitgevoerd door het Kopenhagen Kwartet, waaraan het tevens opgedragen is. 
Strijkkwartet nr. 1 · Strijkkwartet nr. 2 · Strijkkwartet nr. 3 · Strijkkwartet nr. 4 · Strijkkwartet nr. 5 · Strijkkwartet nr. 6 · Strijkkwartet nr. 7 · Strijkkwartet nr. 8 · Strijkkwartet nr. 9 · Strijkkwartet nr. 10 · Strijkkwartet nr. 11 · Strijkkwartet nr. 12 · Strijkkwartet nr. 13 · Strijkkwartet nr. 14 · Strijkkwartet nr. 15 · Strijkkwartet nr. 16 · Strijkkwartet nr. 17 · Strijkkwartet nr. 18 · Strijkkwartet nr. 19 · Strijkkwartet nr. 20
Ongenummerd: Sværm · Quartetto sereno